# آرون لوستیگ
آرون لوستیگ (به انگلیسی: Aaron Lustig) (زاده ۱۷ سپتامبر ۱۹۵۶) بازیگرآمریکایی است.
از فیلم‌های معروف او می‌توان به بازی در فیلم موعد مقرر، هر کاری خواهم کرد و پیامبران کنار جاده اشاره کرد.